# Estela funeraria de Vildé
La estela funeraria de Vildé (procedente de Vildé (Soria), España), es una placa funeraria de piedra caliza, paleocristiana, que data de entre los siglos V-VI. Se la considera como uno de los más antiguos documentos sobre la fundación de un convento, pues su inscripción se refiere a la relación de la difunta con dicha fundación. Se encuentra expuesta en la entrada de una sala del Museo Numantino de Soria.

## Historia y descripción
La estela se encontró recortada, tomando la forma de dintel para ser aprovechada en la ventana de la casa rectoral de Vildé. Mide 140 cm de altura y tiene tallada una inscripción en latín con los comienzos de cada línea perdidos al haberse recortad la piedra por su lado izquierdo en forma circular. Aun así puede leerse el texto, que traducido sería así:

En nombre del señor. La ilustre mujer de Anduiro, que con su ilustre esposo Anduiro, hicieron esta iglesia. Estuvieron casados 35 años; criaron cuatro hijos. La susodicha matrona se retiró en paz y en gran cantidad con seguro…

Antes de pasar al actual museo se encontraba entre las piezas que guardaba el antiguo Museo Celtibérico de Soria. Allí fue descubierta y estudiada por el arqueólogo español Blas Taracena, quien la describe en su escrito de 1941, Carta arqueológica de España.